# João Teixeira (Fußballspieler, 1994)
João Rafael de Brito Teixeira (* 6. Februar 1994 in Almada) ist ein portugiesischer Fußballspieler, der aktuell als Leihspieler von Benfica Lissabon bei Vitória Setúbal unter Vertrag steht.

## Karriere

### Im Verein
Teixeira begann seine Karriere beim FC Amora und wechselte 2005 in die Jugendabteilung von Benfica Lissabon. Am 13. Januar 2013 debütierte er – obwohl noch im A-Jugend-Alter – für die zweite Mannschaft in der zweitklassigen Segunda Liga. Sein Debüt für die erste Mannschaft absolvierte Teixeira am 9. Dezember 2014, als er beim 0:0-Unentschieden im Champions-League-Spiel gegen Bayer 04 Leverkusen am letzten Gruppenspieltag in der 87. Spielminute für Bebé eingewechselt wurde.
Am 1. Februar 2016 wurde Teixeira bis zum Ende der Saison 2015/16 an den Ligakonkurrenten Vitória Guimarães ausgeliehen. Dort feierte er sein Debüt in der Primeira Liga und kam insgesamt auf fünf Einsätze, in denen er ein Tor erzielen konnte.
Im Juli 2016 verlängerte Teixeira seinen Vertrag bei Benfica bis zum 30. Juni 2021 mit einer festgeschriebenen Ausstiegsklausel in Höhe von 45 Mio. Euro. Anfang August 2016 wurde er für die Saison 2016/17 in die EFL Championship an die Wolverhampton Wanderers ausgeliehen. Es folgten weitere Leihen an Nottingham Forest und Vitória Setúbal. 2018 verließ er Lissabon dauerhaft und schloss sich GD Chaves an.

### In der Nationalmannschaft
Teixeira durchläuft seit seinem ersten Einsatz in der U-15 im April 2009 die Juniorennationalmannschaften Portugals. Mit der U-19 nahm er an der U-19-Europameisterschaft 2013 in Litauen teil. Seit 2014 spielt Teixeira in der U-21-Auswahl.